# سهم الخيزران الياباني
سهم الخيزران الياباني، خيزران السهم أو ميتيك، هو نوع من النباتات المزهرة في فصيلة الأعشاب نجيلية، تتواجد في اليابان وكوريا. هذا الخيزران القوي يشكل غابات تصل إلى 6 متر (20 قدم) طويل بأوراق لامعة تصل إلى 25 سنتيمتر (9.8 بوصة). عادة ما تكون هذه الآفات ذات لون أصفر-بني ولها أوراق تشبه النخيل.
ينتج الاسم الشائع «سهم الخيزران» من الساموراي الياباني باستخدام عصيهم الصلبة لسهامهم.